# اوئیرش
اوئیرش، (به پرتغالی: Oeiras) (تلفظ پرتغالی:[oˈɐjɾɐʃ] ())، یک شهر و شهرداری در بخش غربی منطقه کلان‌شهری لیسبون است که در ریویرای پرتغالی کشور پرتغال واقع شده است. شهرداری بخشی از تراکم شهری لیسبون است و شهر اوئیرش، حدود ۱۶ کیلومتر از مرکز شهر لیسبون فاصله دارد. جمعیت آن در سال ۲۰۱۱، ۱۷۲٬۱۲۰ نفر بود که در مساحتی به وسعت ۴۵٫۸۸ کیلومتر مربع زندگی می‌کردند، که این شهر را به پنجمین شهر پرجمعیت پرتغال تبدیل کرد.
اوئیرش یک مرکز اقتصادی مهم و از پیشرفته‌ترین شهرهای پرتغال و اروپا است. این شهر بالاترین شاخص تولید ناخالص داخلی و پس از لیسبون، بالاترین رتبه را از لحاظ قدرت خرید در کشور دارد و از نظر جمع‌آوری مالیات در جایگاه دوم است. این شاخص‌های اقتصادی همچنین نشان‌دهنده سطح تحصیلات ساکنان آن است، چراکه به‌طور کلی، اوئیرش بالاترین تمرکز جمعیت با تحصیلات عالی را در کشور دارد و از نظر توانایی کارآفرینی و تفکر آزاد اقتصادی، جامعه اوئیرش در رده نخست است. همچنین، این شهر کمترین نرخ بیکاری را در منطقه لیسبون دارد.

## تاریخچه
آب و هوای معتدل، دسترسی به آب، کیفیت خاک و موقعیت جغرافیایی مناسب در دهانه رودخانه تاگوس، نخستین ساکنان را به این منطقه جذب کرد. تپه‌های ناهموار داخلی، شرایط کشت را فراهم می‌کرد و امکان استقرار چند کاسترو کوچک کشاورزی را در محدوده منطقه فراهم می‌کرد، مانند کاسترو از لاسیا (که در سال ۱۹۶۳ به عنوان یک دارایی عام‌المنفعه طبقه‌بندی شد). شواهد باستان‌شناسی در این منطقه، نشان‌دهندهٔ سکونتگاه‌های اولیه و ساختارهای دفاعی است که در دوره مس‌سنگی ایجاد شده‌است، اگرچه سکونت‌گاه‌هایی از دوران پارینه‌سنگی مانند گروتا دا پونته دا لاژ (به پرتغالی: Gruta da Ponte da Laje)، خبر از سکونتگاه‌های ابتدایی‌تر می‌دهد.
بقایای اشغال شبه جزیره ایبری توسط رومیان در بسیاری از نقاط شهر، از جمله موزاییک‌ها، به ویژه در امتداد روا داش الکاسیماس (به پرتغالی: Rua das Alcássimas) و یک پل رومی، مشهود است. فتح اعراب در زمان‌های بعد، تاثیر خود را بر روی نام‌گذاری‌ها در این منطقه گذاشت، از جمله نام‌های مکان عربی/مراکشی مانند الکاسیماس (به پرتغالی: Alcássimas)، آلژش (به پرتغالی: Algés)، آلپندروادو (به پرتغالی: Alpendroado) و کینتا دا مورا (به پرتغالی: Quinta da Moura).

## جغرافیا

Oeiras' civil parishes after the 2013 territorial reorganization

این شهر در امتداد حاشیه شمالی و در دهانه رودخانه تاگوس، روبروی شهر آلمادا قرار دارد که توسط شهرهای لیسبون از شرق، سینترا از شمال، آمادورا از شمال شرقی و کشکایش از غرب احاطه شده‌است.
از نظر اداری، این شهر به پنج بخش مدنی (فرگوزیا) تقسیم می‌شود:
- الژش، لیندا-آ-ولیا و کروژ کوبرادا-دافوندو
- بارکارنا
- کارناسید کیژاش
- اوئیرش و ساو ژولیاو دا بارا، پاسو د آرکوش و کاشیاس
- پورتو سالوو

در امتداد خط ساحلی ۱۰ کیلومتری، جایی که رودخانه تاگوس با اقیانوس تلاقی می‌کند، چندین خلیج طبیعی در منشأ سواحل آن قرار داشتند:
- پرایا دا توره[الف]
- پرایا د سانتو آمارو د اوئیرش[ب]
- پرایا د پاسو د آرکوش[پ]
- پرایا د کاشیاس[ت]

دو منطقه سبز بزرگ در شهرداری اوئیرش گسترش یافته‌اند: اشتاساو آگرونومیکا ناسیونال و مجموعه ورزشی ژامور.

### آب و هوا
اوئیرش، آب و هوای مدیترانه‌ای با تابستان‌های گرم تا گرم و خشک و زمستان‌های معتدل و مرطوب با بارش کمتر و تغییرات دمایی یکنواخت‌تری نسبت به شهر همجوارش، لیسبون دارد.
| داده‌های اقلیم ساسوئیروش، ۱ کیلومتر (۰٫۶۲ مایل) شمال غربی اوئیرش، ۱۹۹۰–۱۹۶۱ معمولی و بیشینه، ارتفاع: ۵۰ متر (۱۶۰ فوت) | داده‌های اقلیم ساسوئیروش، ۱ کیلومتر (۰٫۶۲ مایل) شمال غربی اوئیرش، ۱۹۹۰–۱۹۶۱ معمولی و بیشینه، ارتفاع: ۵۰ متر (۱۶۰ فوت) | داده‌های اقلیم ساسوئیروش، ۱ کیلومتر (۰٫۶۲ مایل) شمال غربی اوئیرش، ۱۹۹۰–۱۹۶۱ معمولی و بیشینه، ارتفاع: ۵۰ متر (۱۶۰ فوت) | داده‌های اقلیم ساسوئیروش، ۱ کیلومتر (۰٫۶۲ مایل) شمال غربی اوئیرش، ۱۹۹۰–۱۹۶۱ معمولی و بیشینه، ارتفاع: ۵۰ متر (۱۶۰ فوت) | داده‌های اقلیم ساسوئیروش، ۱ کیلومتر (۰٫۶۲ مایل) شمال غربی اوئیرش، ۱۹۹۰–۱۹۶۱ معمولی و بیشینه، ارتفاع: ۵۰ متر (۱۶۰ فوت) | داده‌های اقلیم ساسوئیروش، ۱ کیلومتر (۰٫۶۲ مایل) شمال غربی اوئیرش، ۱۹۹۰–۱۹۶۱ معمولی و بیشینه، ارتفاع: ۵۰ متر (۱۶۰ فوت) | داده‌های اقلیم ساسوئیروش، ۱ کیلومتر (۰٫۶۲ مایل) شمال غربی اوئیرش، ۱۹۹۰–۱۹۶۱ معمولی و بیشینه، ارتفاع: ۵۰ متر (۱۶۰ فوت) | داده‌های اقلیم ساسوئیروش، ۱ کیلومتر (۰٫۶۲ مایل) شمال غربی اوئیرش، ۱۹۹۰–۱۹۶۱ معمولی و بیشینه، ارتفاع: ۵۰ متر (۱۶۰ فوت) | داده‌های اقلیم ساسوئیروش، ۱ کیلومتر (۰٫۶۲ مایل) شمال غربی اوئیرش، ۱۹۹۰–۱۹۶۱ معمولی و بیشینه، ارتفاع: ۵۰ متر (۱۶۰ فوت) | داده‌های اقلیم ساسوئیروش، ۱ کیلومتر (۰٫۶۲ مایل) شمال غربی اوئیرش، ۱۹۹۰–۱۹۶۱ معمولی و بیشینه، ارتفاع: ۵۰ متر (۱۶۰ فوت) | داده‌های اقلیم ساسوئیروش، ۱ کیلومتر (۰٫۶۲ مایل) شمال غربی اوئیرش، ۱۹۹۰–۱۹۶۱ معمولی و بیشینه، ارتفاع: ۵۰ متر (۱۶۰ فوت) | داده‌های اقلیم ساسوئیروش، ۱ کیلومتر (۰٫۶۲ مایل) شمال غربی اوئیرش، ۱۹۹۰–۱۹۶۱ معمولی و بیشینه، ارتفاع: ۵۰ متر (۱۶۰ فوت) | داده‌های اقلیم ساسوئیروش، ۱ کیلومتر (۰٫۶۲ مایل) شمال غربی اوئیرش، ۱۹۹۰–۱۹۶۱ معمولی و بیشینه، ارتفاع: ۵۰ متر (۱۶۰ فوت) | داده‌های اقلیم ساسوئیروش، ۱ کیلومتر (۰٫۶۲ مایل) شمال غربی اوئیرش، ۱۹۹۰–۱۹۶۱ معمولی و بیشینه، ارتفاع: ۵۰ متر (۱۶۰ فوت) |
| ماه | ژانویه | فوریه | مارس | آوریل | مه | ژوئن | ژوئیه | اوت | سپتامبر | اکتبر | نوامبر | دسامبر | سال |
| --- | --- | --- | --- | --- | --- | --- | --- | --- | --- | --- | --- | --- | --- |
| سابقهٔ بیش‌ترین °C (°F)                                                                                                | ۲۰٫۵ (۶۹) | ۲۲٫۷ (۷۳) | ۲۵٫۶ (۷۸) | ۲۷٫۳ (۸۱) | ۳۵٫۰ (۹۵) | ۴۲٫۳ (۱۰۸) | ۳۹٫۵ (۱۰۳) | ۳۸٫۵ (۱۰۱) | ۳۸٫۶ (۱۰۱) | ۳۳٫۵ (۹۲) | ۲۷٫۰ (۸۱) | ۲۱٫۵ (۷۱) | ۴۲٫۳ (۱۰۸) |
| میانگین بیش‌ترین °C (°F)                                                                                              | ۱۴٫۶ (۵۸) | ۱۵٫۱ (۵۹) | ۱۶٫۷ (۶۲) | ۱۸٫۱ (۶۵) | ۲۰٫۹ (۷۰) | ۲۴٫۰ (۷۵) | ۲۶٫۴ (۸۰) | ۲۷٫۰ (۸۱) | ۲۵٫۸ (۷۸) | ۲۲٫۰ (۷۲) | ۱۷٫۹ (۶۴) | ۱۵٫۱ (۵۹) | ۲۰٫۳ (۶۸٫۶) |
| میانگین روزانه °C (°F)                                                                                               | ۱۱٫۱ (۵۲) | ۱۱٫۸ (۵۳) | ۱۲٫۸ (۵۵) | ۱۴٫۰ (۵۷) | ۱۶٫۳ (۶۱) | ۱۹٫۲ (۶۷) | ۲۱٫۳ (۷۰) | ۲۱٫۸ (۷۱) | ۲۰٫۸ (۶۹) | ۱۷٫۸ (۶۴) | ۱۴٫۲ (۵۸) | ۱۱٫۸ (۵۳) | ۱۶٫۰۸ (۶۰٫۸) |
| میانگین کم‌ترین °C (°F)                                                                                               | ۷٫۶ (۴۶) | ۸٫۴ (۴۷) | ۹٫۰ (۴۸) | ۱۰٫۰ (۵۰) | ۱۱٫۷ (۵۳) | ۱۴٫۴ (۵۸) | ۱۶٫۲ (۶۱) | ۱۶٫۶ (۶۲) | ۱۵٫۸ (۶۰) | ۱۳٫۵ (۵۶) | ۱۰٫۴ (۵۱) | ۸٫۴ (۴۷) | ۱۱٫۸۳ (۵۳٫۳) |
| سابقهٔ کم‌ترین °C (°F)                                                                                                 | −۱٫۰ (۳۰) | ۰٫۵ (۳۳) | ۱٫۵ (۳۵) | ۲٫۰ (۳۶) | ۴٫۴ (۴۰) | ۸٫۰ (۴۶) | ۸٫۰ (۴۶) | ۹٫۰ (۴۸) | ۶٫۵ (۴۴) | ۵٫۰ (۴۱) | ۱٫۲ (۳۴) | −۱٫۰ (۳۰) | −۱ (۳۰) |
| بارندگی میلی‌متر (اینچ)                                                                                               | ۹۴٫۶ (۳٫۷۲) | ۹۲٫۹ (۳٫۶۶) | ۵۹٫۹ (۲٫۳۶) | ۵۸٫۸ (۲٫۳۱) | ۳۸٫۵ (۱٫۵۲) | ۱۶٫۷ (۰٫۶۶) | ۳٫۸ (۰٫۱۵) | ۵٫۶ (۰٫۲۲) | ۱۸٫۱ (۰٫۷۱) | ۷۰٫۴ (۲٫۷۷) | ۱۰۹٫۵ (۴٫۳۱) | ۹۶٫۰ (۳٫۷۸) | ۶۶۴٫۸ (۲۶٫۱۷) |
| درصد رطوبت | ۷۹ | ۷۷ | ۷۲ | ۷۴ | ۷۱ | ۶۸ | ۶۳ | ۶۳ | ۶۶ | ۷۰ | ۷۵ | ۷۳ | ۷۰٫۹ |
| منبع: IPMA | | | | | | | | | | | | | |

## جمعیت‌شناسی
اوئیرش در سرشماری سال ۲۰۱۱ جمعیتی بالغ بر ۱۷۲٬۱۲۰ نفر داشت که یازدهمین شهر پرجمعیت کشور و پنجمین آنها از نظر تراکم جمعیت باقی ماند.
عمدهٔ رشد جمعیت در این شهر، مانند سایر شهرهای اطراف لیسبون، در نیمه دوم قرن بیستم رخ داد. با آگاهی از این رشد جمعیت و با توجه به الزام برای کنترل پراکندگی شهری، در سال ۱۹۴۸ «طرح شهرسازی ساحل خورشید» (به پرتغالی: Plano de Urbanização da Costa do Sol) به تصویب رسید تا گسترش شهر در حاشیه شمالی تاگوس مدیریت شود. این طرح تا سال ۱۹۹۴ پابرجا باقی ماند، تا آنکه اولین «طرح جامع شهرداری» (به پرتغالی: Plano Director Municipal) به تصویب رسید.
از نظر جمعیتی، جمعیت شهر به ۵۲٫۶٪ زن تا ۴۷٫۴٪ مرد تقسیم می‌شود که اکثریت جمعیت ساکن، بین ۲۵ تا ۶۴ سال سن دارند؛ تقریباً ۹۲٬۹۷۸ نفر از جمعیت کل شهر. با جمع این اعداد، ۲۴٬۱۵۳ سالمند بالای ۶۵ سال و ۲۲٬۶۸۵ ساکن کمتر از ۱۴ سال در این شهر وجود دارد. اوئیرش بالاترین تمرکز جمعیت پرتغال را با مدارک لیسانس و دکترا دارد و همچنین ۲۶٪ از فارغ‌التحصیلان پرتغال که بالاترین رتبه در کشور است.
| تعداد ساکنان بر حسب گروه سنی | تعداد ساکنان بر حسب گروه سنی | تعداد ساکنان بر حسب گروه سنی | تعداد ساکنان بر حسب گروه سنی | تعداد ساکنان بر حسب گروه سنی | تعداد ساکنان بر حسب گروه سنی | تعداد ساکنان بر حسب گروه سنی | تعداد ساکنان بر حسب گروه سنی | تعداد ساکنان بر حسب گروه سنی | تعداد ساکنان بر حسب گروه سنی | تعداد ساکنان بر حسب گروه سنی | تعداد ساکنان بر حسب گروه سنی | تعداد ساکنان بر حسب گروه سنی |
| ---------------------------- | ---------------------------- | ---------------------------- | ---------------------------- | ---------------------------- | ---------------------------- | ---------------------------- | ---------------------------- | ---------------------------- | ---------------------------- | ---------------------------- | ---------------------------- | ---------------------------- |
|                              | ۱۹۰۰                         | ۱۹۱۱                         | ۱۹۲۰                         | ۱۹۳۰                         | ۱۹۴۰                         | ۱۹۵۰                         | ۱۹۶۰                         | ۱۹۷۰                         | ۱۹۸۱                         | ۱۹۹۱                         | ۲۰۰۱                         | ۲۰۱۱                         |
| ۱۴–۰ سال                     | ۳٬۱۷۰                        | ۵٬۳۷۳                        | ۵٬۳۵۲                        | ۷٬۸۷۰                        | ۹٬۰۹۶                        | ۱۱٬۴۰۴                       | ۲۲٬۸۵۵                       | ۴۶٬۸۶۵                       | ۳۸٬۷۸۴                       | ۲۷٬۷۲۸                       | ۲۲٬۶۸۵                       | ۲۶٬۵۵۹                       |
| ۲۴–۱۵ سال                    | ۲٬۰۸۲                        | ۳٬۴۷۳                        | ۴٬۱۲۳                        | ۶٬۴۰۵                        | ۷٬۳۱۳                        | ۱۰٬۲۰۶                       | ۱۴٬۶۷۹                       | ۲۶٬۲۸۵                       | ۲۰٬۶۳۵                       | ۲۴٬۹۳۲                       | ۲۲٬۳۱۲                       | ۱۶٬۵۳۳                       |
| ۶۵–۲۵ سال                    | ۴٬۹۳۶                        | ۷٬۶۲۵                        | ۸٬۳۳۵                        | ۱۳٬۷۴۸                       | ۱۹٬۷۴۴                       | ۲۸٬۲۶۲                       | ۵۱٬۳۸۸                       | ۹۶٬۱۵۵                       | ۷۹٬۲۷۸                       | ۸۲٬۸۵۵                       | ۹۲٬۹۷۸                       | ۹۶٬۰۵۹                       |
| ≤ ۶۵ سال                     | ۵۵۹                          | ۸۰۵                          | ۸۴۷                          | ۱٬۳۴۰                        | ۲٬۱۱۸                        | ۳٬۱۲۹                        | ۵٬۳۳۳                        | ۱۰٬۹۱۰                       | ۱۰٬۶۳۱                       | ۱۵٬۸۲۷                       | ۲۴٬۱۵۳                       | ۳۲٬۹۶۹                       |
| نامشخص                       | ۲۱                           | ۹۱                           | ۲۶۵                          | ۳۱                           | ۱۱۱                          |                              |                              |                              |                              |                              |                              |                              |

## اقتصاد

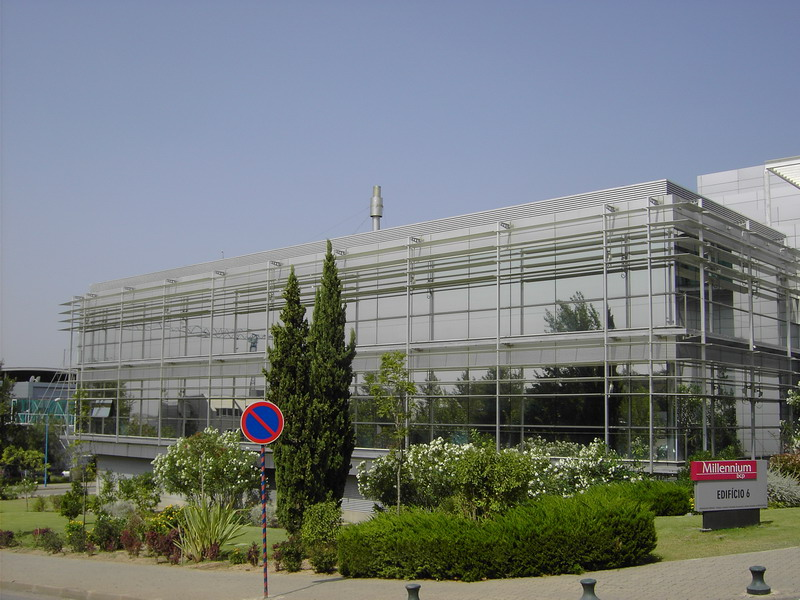
ساختمان مرکزی بانک تجاری پرتغال

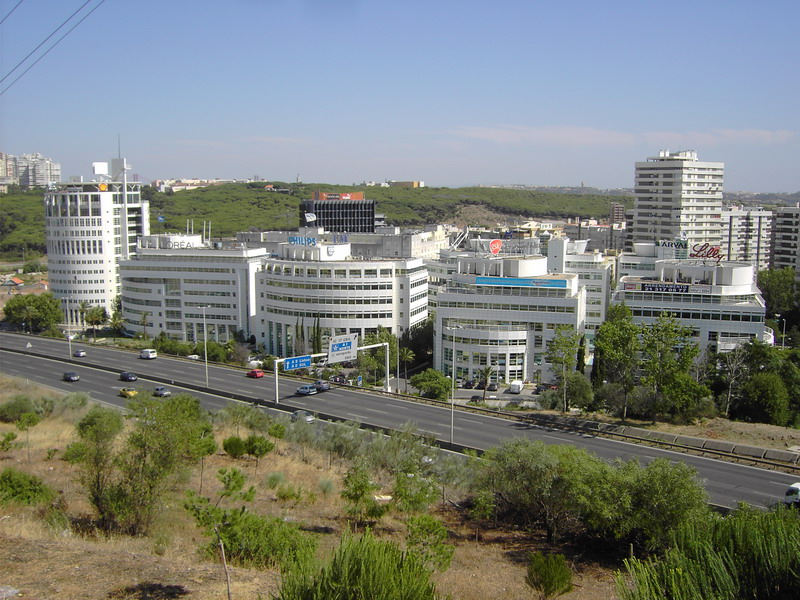
آرکی‌پارک، یکی از چندین پارک تجاری اوئیرش

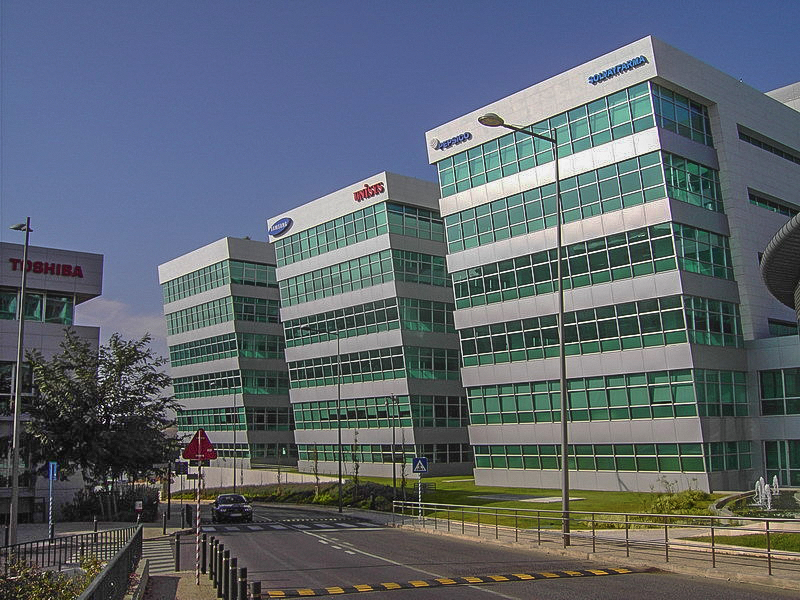
بخش دفتری در مجموعه لاگواش‌پارک در محله پورتو سالوو

اوئیرش، شهری صنعتی و تجاری است که توسط تأسیسات و ساختمان‌های شرکت‌های بزرگ اشغال شده‌است که شامل مقر اس‌آی‌سی و تی‌وی‌آی (دو شبکه تلویزیونی بزرگ پرتغالی) و همچنین دفاتر عملیاتی اصلی، واحدهای تحقیقاتی، شرکت‌های تابعه و شعب بسیاری از شرکت‌های بزرگ چند ملیتی، از جمله گوگل، نستله، مک‌دونالد، بی‌پی، جنرال الکتریک، سیسکو سیستمز، سیناپسس، پی‌وجی، هیولت پاکارد، دل (شرکت), اپسون، سامسونگ، ال‌جی، یونیت۴، فیلیپس، اینتل، کولگیت-پالمولیو، جانسون اند جانسون، لورئال، اورکل، اطلس کوپکو، آب‌ب، دایکین، نایکی، نیسان، پپسی‌کو، فایزر، گراندفوس، مرک اند کو.، نت‌جتس، سیناپسس، میله، یونی‌سیس، ب‌ام‌و، توشیبا، کانن، گلاکسواسمیت‌کلاین، ولوو کارز و استلانتیس. ساختمان مرکزی اومنی اوییشن و شرکت هواپیمایی پرتغالی تابعه آن به نام وایت ایرویز نیز در این شهر قرار دارند.
همچنین به دلیل ایجاد هدفمند تعداد بسیاری از پارک‌ها و مراکز علمی، فناوری، تحقیقاتی و تجاری، این شهر زمینه‌ساز رشد اقتصادی شده‌است، از جمله:
- آرکی‌پارک
- لاگواش پارک
- میرافلورس پرمیوم[ج]
- نیو پارک[چ]
- پارک هولندا[ح]
- پارک سوئسیا[خ]
- کینتا دا فونته[د]
- تاگوس‌پارک - پارک علم و فناوری
- تاگوس اسپیس[ذ]

چندین مؤسسه غیرانتفاعی خصوصی و دولتی نیز در مجاورت شهر اوئیرش مستقر هستند: پست فرماندهی ناتو (فرماندهی مشترک لیسبون)؛ انستیتو گولبنکیان د سینسیا و شعبه‌ای از انستیتو ملی منابع بیولوژیک که مسئول تحقیقات کشاورزی است و مرکز ملی کشاورزی، همگی در داخل این شهر قرار دارند.
اولین شرکت صنایع نیمه هادی پرتغالی در سال ۱۹۹۷ و با نام چیپیدیا در اوئیرش تأسیس شد تا آنکه در سال ۲۰۰۷ توسط شرکت فناوری میپس به قیمت ۱۴۷ میلیون دلار خریداری شد. در ۸ مه ۲۰۰۹، سینوپسیس آن را به عنوان گروه تجاری آنالوگ از شرکت فناوری میپس به مبلغ ۲۲ میلیون دلار نقدا خریداری کرد.

## اماکن و مناظر دیدنی

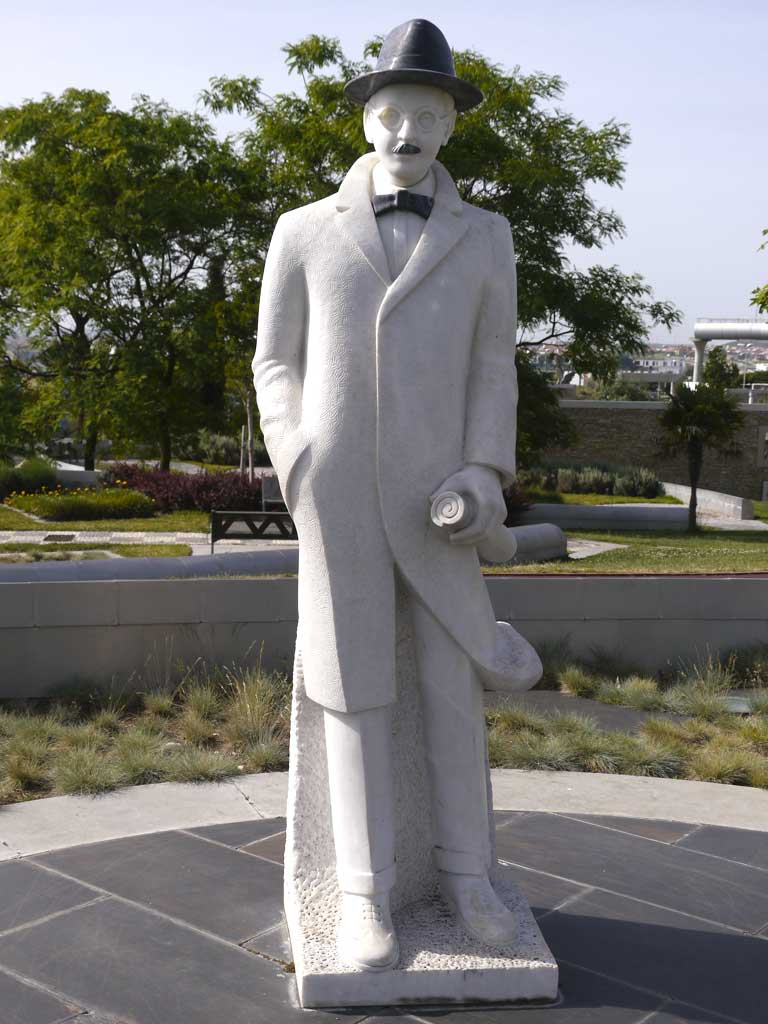
تندیس فرناندو پسوآ در پارک شعرای اوئیرش

### یادبودها
- Marquis of Pombal's Palace
- Lime kilns from the Middle Ages (Fornos da Cal)

### پارک‌ها
- پارک شهرداری اوئیرش
- پارک شعرا

## فرهنگ و هنر

### فستیوال‌ها
- NOS Alive
- EDP Cool Jazz

### ورزش‌ها

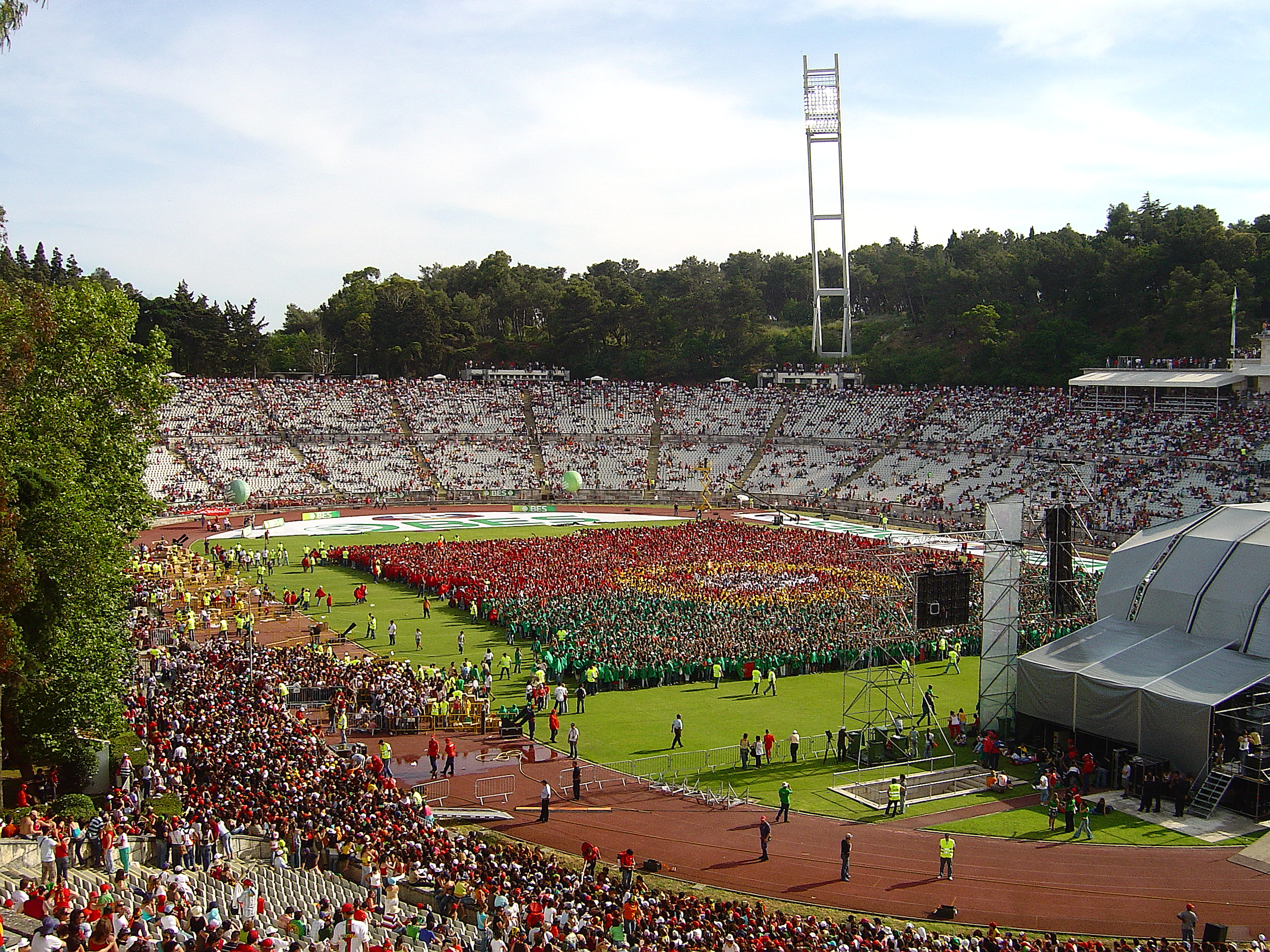
ورزشگاه ملی لیسبون

از دیرباز، بازی‌های فینال جام‌های داخلی فوتبال مردان و زنان کشور در ورزشگاه ملی لیسبون از مجتمع ژامور برگزار می‌شود که مرکز تمرینی تیم ملی فوتبال پرتغال نیز است.
پرتغال اپن که سابقا با نام اشتوریل اپن شناخته می‌شد، تورنمنت حرفه‌ای انجمن تنیس حرفه‌ای و انجمن تنیس زنان بود که در فاصله سال‌های ۱۹۹۰ تا ۲۰۱۴ با میزبانی مجتمع ژامور برگزار می‌شد.

## روابط بین‌المللی
اوئیرش با شهرهای زیر خواهرخوانده است:
- بنگوئلا، آنگولا
- گبزه، ترکیه
- اینهامبانه، موزامبیک
- میندلو، کیپ ورده
- محمدیه (مراکش)
- اوئیرس، برزیل
- پرنسیپ، سائوتومه و پرنسیپ
- کینامل، گینه-بیسائو
- سن-اتین، فرانسه

## افراد شاخص

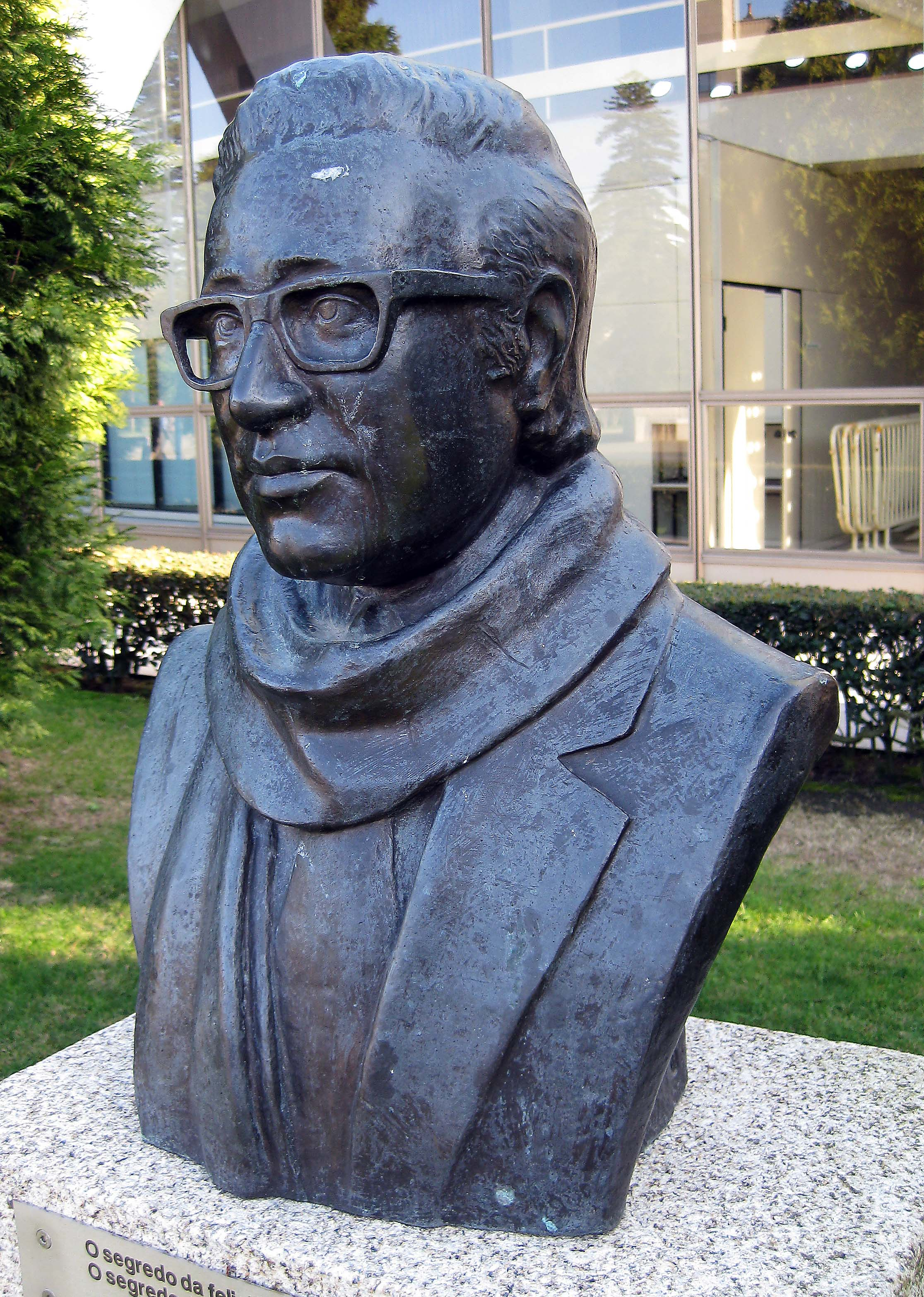
آدلسنو آمارو دا کوشتا

- کارلوش اوژنیو کوریا دا سیلوا، کنت پاسو د آرکوش (۱۹۰۵–۱۸۳۴)؛ سیاستمدار پرتغالی
- لوئیزا فیالیو (۱۸۹۱–۱۸۳۹)؛ بازیگر تئاتر پرتغالی
- ژوائو ژوزه سینل د کوردش (۱۹۳۰–۱۸۶۷)؛ ژنرال و سیاستمدار پرتغالی
- آدلینو آمارو دا کوشتا (۱۹۸۰–۱۹۴۳)؛ سیاستمدار پرتغالی.
- آنتونیو آلونسو مارتینس (زاده ۱۹۶۳)؛ نقاش اسپانیایی / پرتغالی
- کامانه (زاده ۱۹۶۶)؛ خواننده سبک فادو
- هلدر موتینیو (زاده ۱۹۶۹)؛ خواننده و ترانه‌نویس پرتغالی در ژانر فادو

### ورزش
- فرناندو پرش (۲۰۱۹–۱۹۴۳)؛ یک بازیکن فوتبال با ۳۱۴ بازی باشگاهی و ۲۷ بازی ملی برای پرتغال
- نلسون موتینیو (زاده ۱۹۵۹)؛ بازیکن سابق فوتبال با ۴۲۴ بازی باشگاهی
- ریکاردو پدروسو (زاده ۱۹۷۷)؛ شناگر آزاد که در بازی‌های المپیک تابستانی ۲۰۰۰ رقابت کرد.
- سرژیو پائولینو (زاده ۱۹۸۰)؛ دوچرخه‌سوار پرتغالی
- مارکوش شوا (زاده ۱۹۸۹)؛ ورزشکار پرش طول که در بازی‌های المپیک تابستانی ۲۰۱۲ رقابت کرد.
- دیوگو آنتونش (زاده ۱۹۹۲)؛ دونده دو ۱۰۰ متر
- دانیل پودنس (زاده ۱۹۹۵)؛ یک بازیکن فوتبال که در باشگاه فوتبال ولورهمپتون واندررز بازی کرد و قریب به ۲۰۰ بازی باشگاهی دارد.

## واژه‌نامه
1. ↑  Praia da Torre
2. ↑  Praia de Santo Amaro de Oeiras
3. ↑  Praia de Paço de Arcos
4. ↑  Praia de Caxias
5. ↑  Estação Agronómica Nacional
6. ↑  Miraflores Premium
7. ↑  Neo Park
8. ↑  Parque Holanda
9. ↑  Parque Suécia
10. ↑  Quinta da Fonte
11. ↑  Tagus Space
12. ↑  IGC - Instituto Gulbenkian de Ciência
13. ↑  Synopsys